# Sena
Sena (Senna) je rod tropických rostlin z čeledi bobovité. Jsou to stromy, keře i byliny se zpeřenými listy a žlutými květy, rozšířené po celém světě zejména v tropech. Rod zahrnuje asi 260 druhů a bylo do něj přesunuto mnoho druhů z příbuzného rodu kasie. Některé druhy seny se v tropických zemích pěstují jako okrasné rostliny, využití mají i v medicíně.

## Popis
Zástupci rodu sena jsou stromy, keře nebo byliny, nejčastěji bez trnů. Některé bylinné druhy jsou monokarpické, tj. po vykvetení a dozrání semen odumírají. Rostliny jsou buď lysé nebo s jednoduchými či řidčeji s hvězdovitými chlupy. Listy jsou sudozpeřené, tvořené jedním nebo častěji více jařmy vstřícných lístků. Některé australské druhy mají listy redukované a nahrazují je fylódia. Listy často při rozemnutí páchnou. U mnohých druhů jsou na řapících a někdy i na řapíčcích jednotlivých lístků vyvinuta extraflorální nektária. Květy jsou uspořádané v hroznech, které u některých druhů skládají laty hroznů. Květenství jsou nejčastěji úžlabní, řidčeji vrcholová, u některých druhů vyrůstají ze starších větví (kauliflorie) nebo jsou redukována až na 1 nebo 2 květy. Květy jsou podepřeny pouze jedním listenem, listence až na velmi řídké výjimky zcela chybějí. Kališních lístků je 5. Koruna je dvoustranně souměrná nebo nepravidelná, žlutá nebo výjimečně bílá, složená z 5 přisedlých nebo krátce nehetnatých korunních plátků podobného tvaru a velikosti. Tyčinek je nejčastěji celkem 10, u některých druhů je jejich počet redukován. Tyčinky mohou být navzájem podobné, často jsou však tři z nich delší, s mírně (ne esovitě) prohnutými nitkami, 4 kratší, zbývající 3 jsou často sterilní. V semeníku je 5 až mnoho vajíček. Lusky jsou mají rozmanitou podobu, mohou být tenké, kožovité i dřevnaté, ploché, čtyřhranné i s oválným průřezem, pukající jedním či dvěma švy nebo nepukavé. U některých druhů se plody rozpadají na jednosemenné díly.

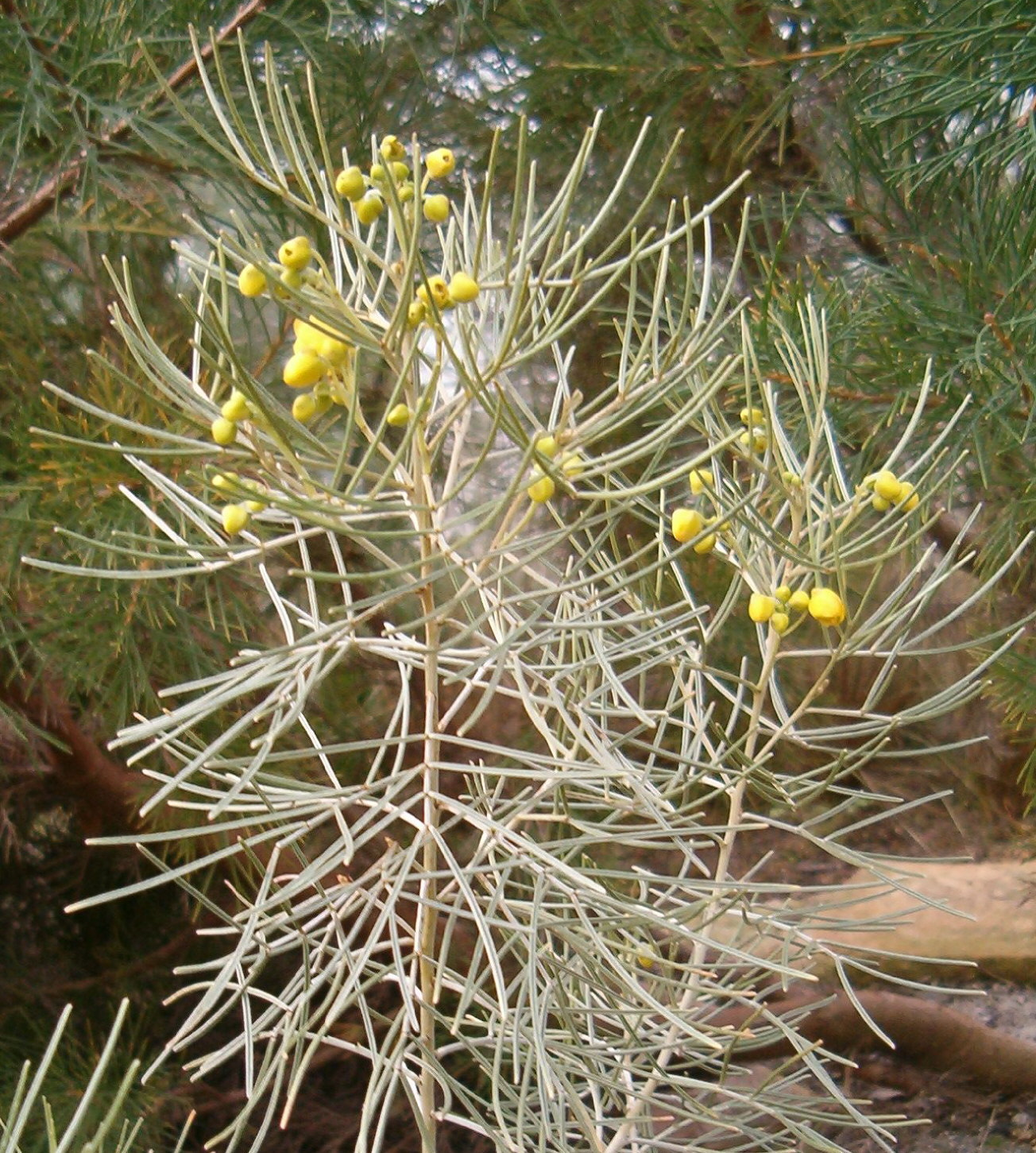
Senna artemisioides
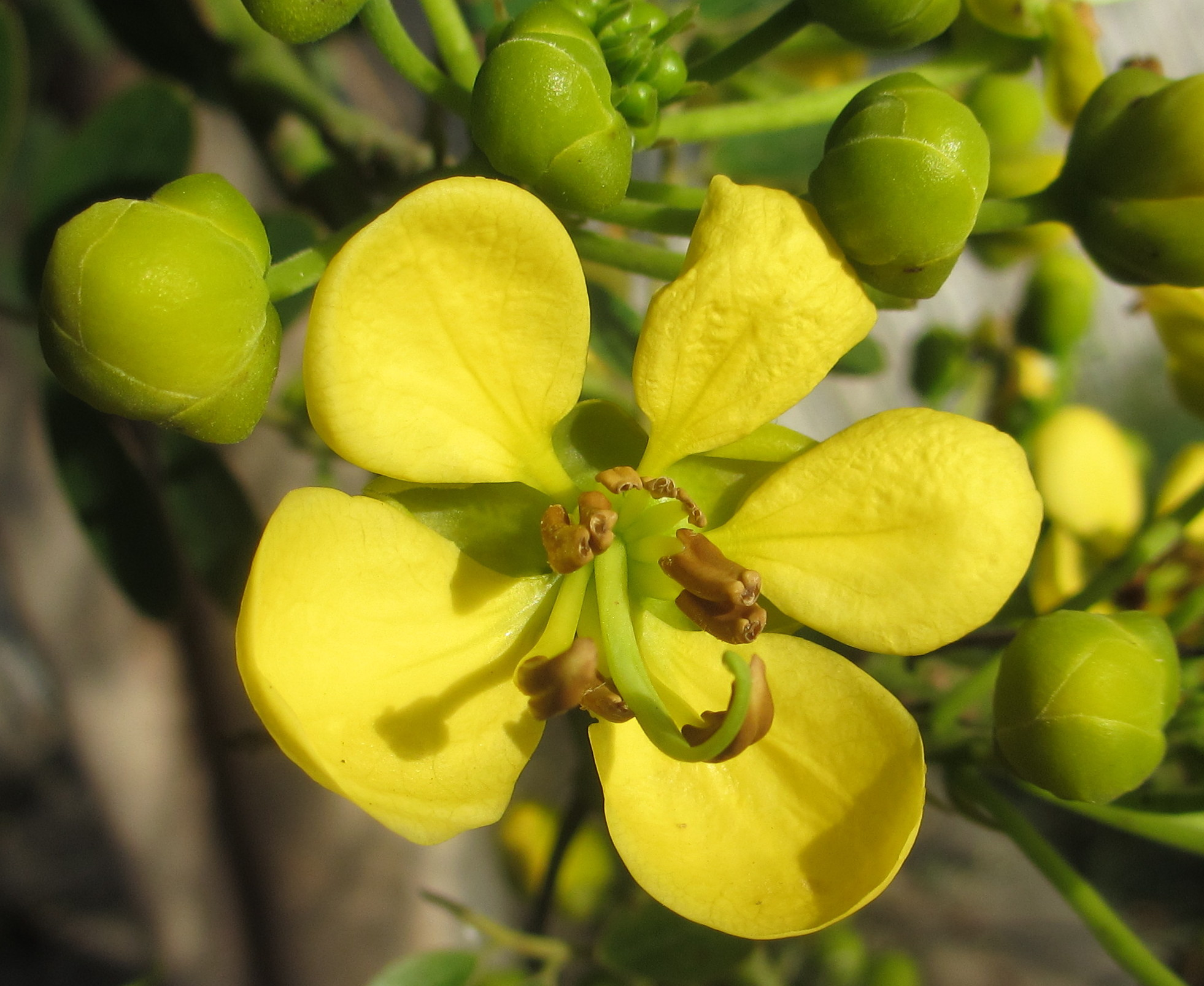
Detail květu Senna siamea
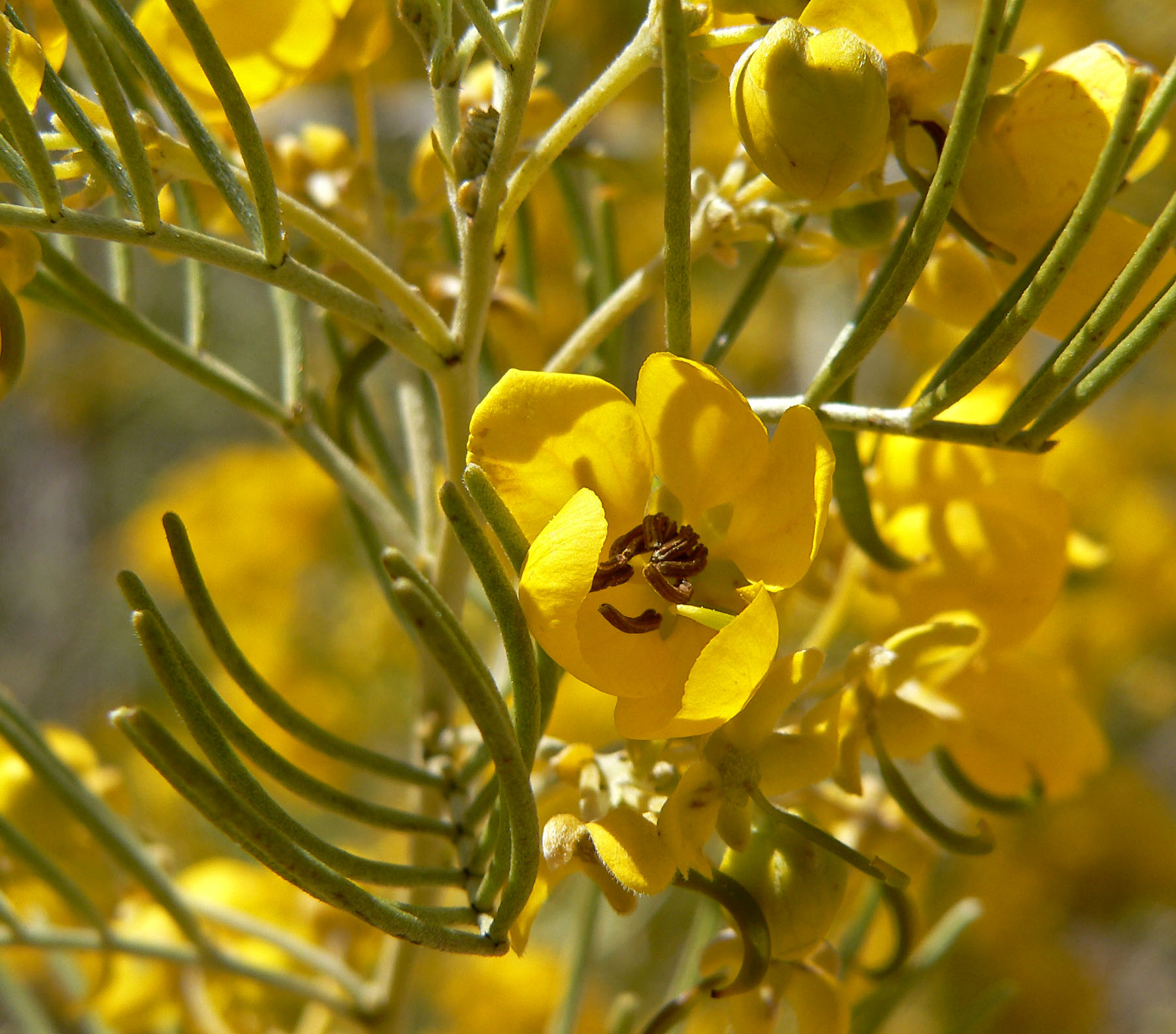
Senna artemisioides
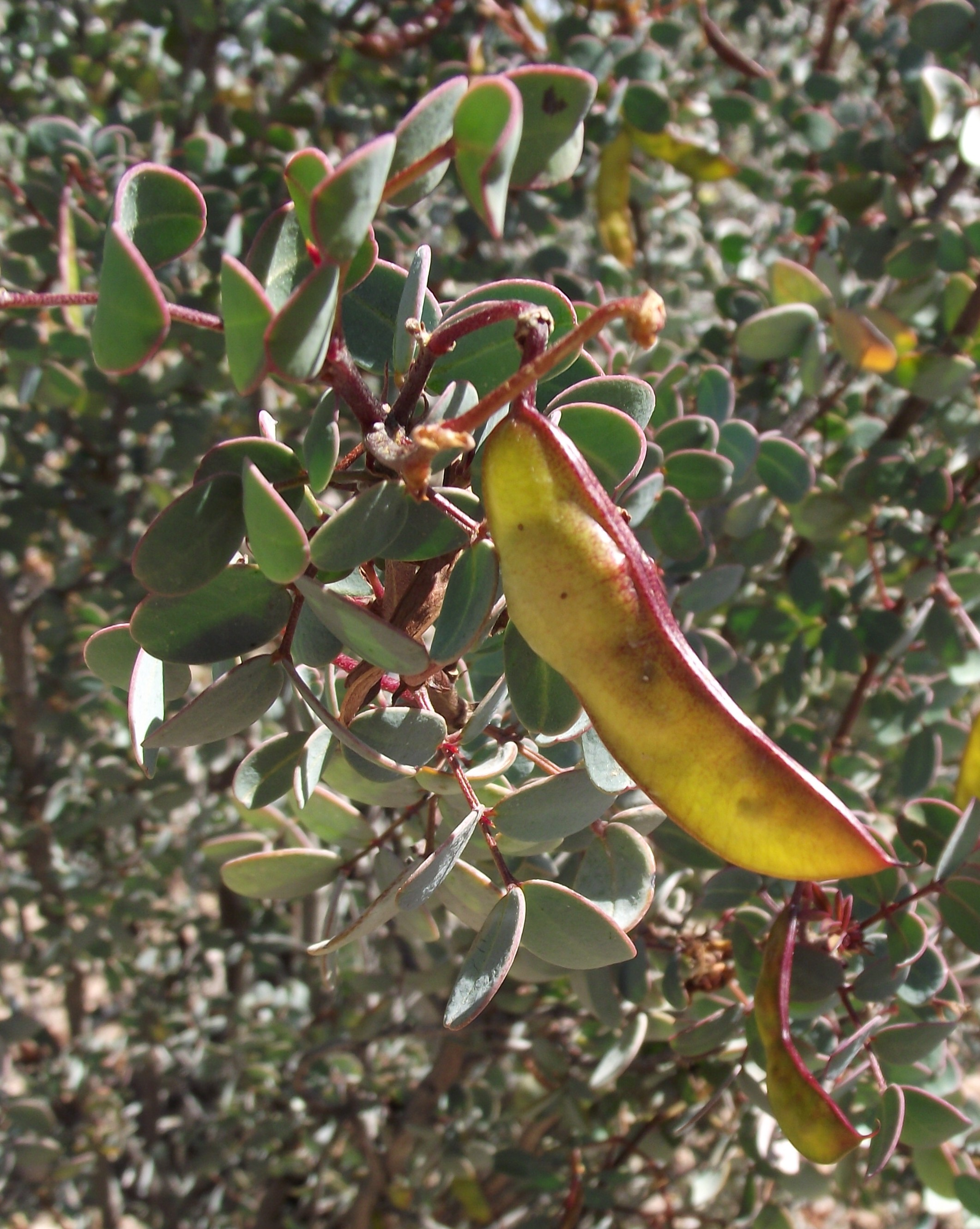
Lusk Senna purpusii

## Rozšíření
Rod sena zahrnuje celkem asi 260 druhů. Je rozšířen v tropech celého světa, některé druhy zasahují i do mírného pásu. Nejvíce druhů a největší rozmanitost je v tropické Americe.

## Taxonomie
Druhy rodu sena byly v minulosti součástí široce pojatého sběrného rodu Cassia, který zahrnoval celkem asi 500 až 600 druhů. Po revizi zůstalo v samotném rodu Cassia pouze 30 druhů a ostatní druhy byly přesunuty do blízce příbuzných rodů Senna a Chamaecrista.

## Obsahové látky
Listy a plody Senna alexandrina (syn. Cassia senna) obsahují deriváty antrachinonu, např. rhein, sennidiny a sennosidy, vesměs látky se silně projímavým účinkem. Podobné látky obsahují i další druhy rodu sena.

Rhein
Sennosid A

## Zástupci
- sena dvouhroznová (Senna didymobotrya), syn. kasie dvouhroznová (Cassia didymobotrya)[6][7]

## Význam

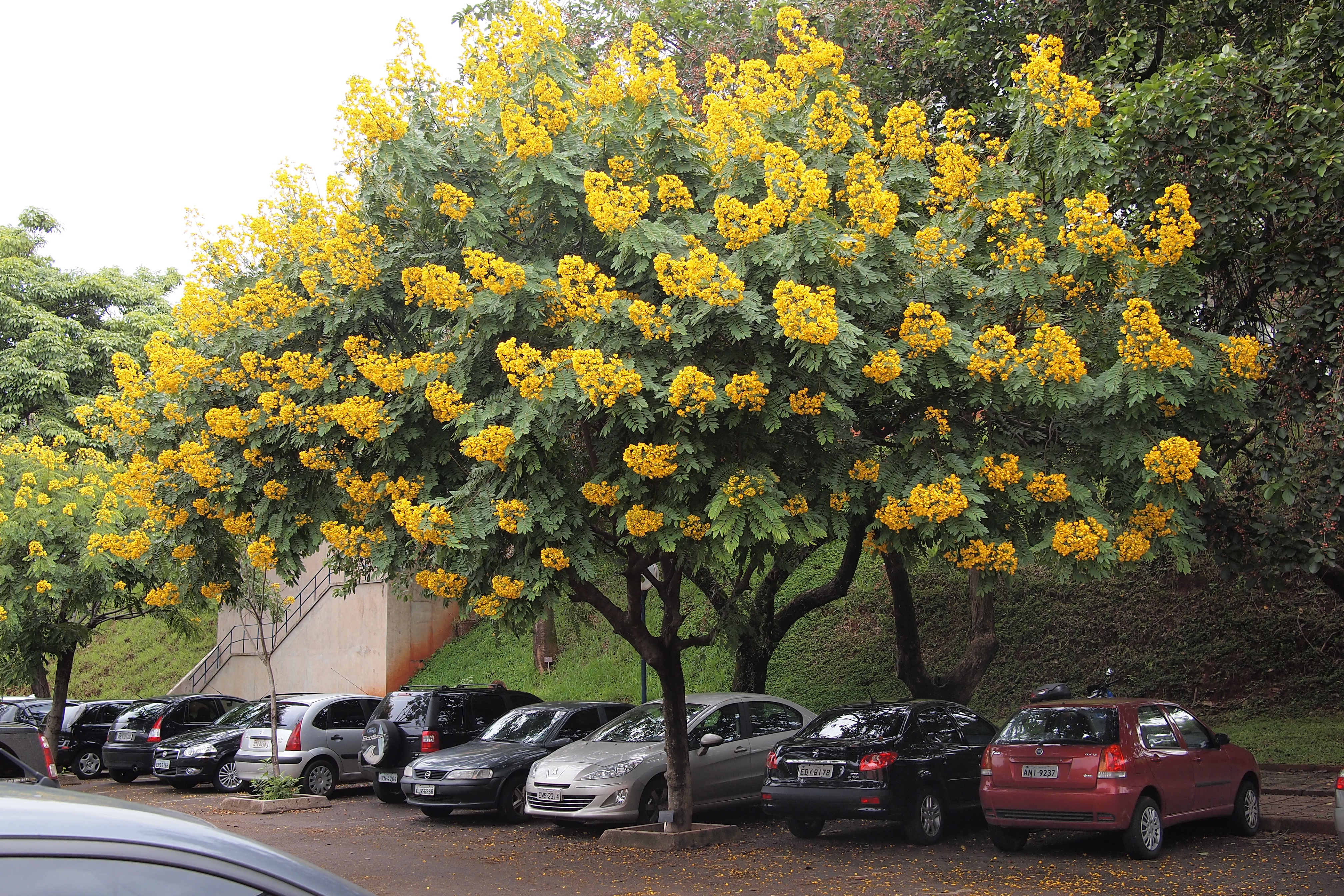
Senna spectabilis jako pouliční zeleň

Různé druhy seny mají dosti široké medicínské využití. V Latinské Americe jsou využívány zejména druhy Senna alata, S. occidentalis, S. reticulata a S. tora, v indické tradiční medicíně Senna alata, S. alexandrina, S. auriculata, S. fistula, S. italica, S. occidentalis, S. sophera a S. tora, ve Vietnamu zejména Senna alata a S. tora.
Mnohé druhy rodu sena se pěstují jako okrasné rostliny. Z asijských druhů je to zejména Senna siamea, Senna sulfurea a Senna surattensis, z afrických Senna didymobotrya, z amerických Senna spectabilis, Senna hirsuta, Senna fruticosa, Senna septemtrionalis, Senna tora a Senna bicapsularis.